# Fabrice Adde
Fabrice Adde, né le 1er décembre 1979, est un acteur français.

## Biographie
Originaire de Muneville-le-Bingard, il étudie les arts du spectacle puis intègre la formation professionnelle de l'ACTEA, dirigé par Olivier Lopez, en 2000. En 2003, il entre au conservatoire royal d'art dramatique de Liège (Belgique), après avoir été recalé à l'INSAS de Bruxelles et au conservatoire de Cannes. Il obtient ensuite une bourse d'études de 765 € délivrée par le conseil général de la Manche en décembre 2005 . 
Rémi Mauger lui confie alors le rôle de témoin, à qui Paul Bedel livre sa vie, dans le documentaire Paul dans sa vie. Installé en Belgique, il joue un jeune cambrioleur toxicomane perdu dans Eldorado, un road movie ardennais réalisé par Bouli Lanners, sorti en 2008. Ce duo l'emmène au Festival de Cannes dans le cadre de la Quinzaine des réalisateurs. 
Il travaille en parallèle au cinéma et au théâtre.
En 2014, il crée avec la complicité de Olivier Lopez un one-man-show intitulé 14 juillet au Théâtre de la Chapelle Saint Louis à Rouen.
Il obtient un rôle secondaire dans le film américain The Revenant réalisé par Alejandro González Iñárritu.

## Filmographie

### Cinéma
- 2005 : Paul dans sa vie, de Rémi Mauger
- 2008 : Eldorado, de Bouli Lanners : Didier dit Elie
- 2009 : Le Bel Âge, de Laurent Perreau : Antoine
- 2009 : Ensemble, c'est trop, de Léa Fazer : le fils de Gérard
- 2010 : Chez Gino, de Samuel Benchetrit : Jacques, ingénieur son
- 2010 : Libre échange de Serge Gisquière : le garçon d'étage de l'hôtel
- 2015 : Trois souvenirs de ma jeunesse d'Arnaud Desplechin : le douanier
- 2016 : The Revenant, de Alejandro González Iñárritu : Toussaint, le chef des trappeurs
- 2016 : Je me tue à le dire de Xavier Seron : réalisateur casting 1
- 2016 : Les Premiers, les Derniers de Bouli Lanners : le type au bar
- 2016 : La Tour de contrôle infernale d'Éric Judor : un membre des Moustachious
- 2016 : Un petit boulot de Pascal Chaumeil : Inspecteur Massé
- 2016 : Maman a tort de Marc Fitoussi : Sébastien
- 2016 : Le Secret de la chambre noire de Kiyoshi Kurosawa : Cyril
- 2017 : Chien de Samuel Benchetrit : le réceptionniste de l'hôtel
- 2017 : La Douleur d'Emmanuel Finkiel : un prisonnier à Orsay
- 2018 : Emma Peeters de Nicole Palo : Alex
- 2019 : Je ne rêve que de vous de Laurent Heynemann : Joachim Escher
- 2021 : Les Magnétiques de Vincent Maël Cardona : Francis
- 2021 : Cette musique ne joue pour personne de Samuel Benchetrit
- 2022 : Petite Fleur de Santiago Mitre : Hans
- 2022 : Entre la vie et la mort de Giordano Gederlini : Carl
- 2022 : Un petit miracle de Sophie Boudre

### Télévision
- 2012 : Je suis une ville endormie (téléfilm) de Sébastien Betbeder – l'homme de la grotte
- 2015 : Les Témoins (série télévisée, saison 1) – Carl
- 2016 : La Trêve (série télévisée, saison 1) de Matthieu Donck – Alain
- 2018 : Souviens-toi : Laurent Kempf
- 2018 : Les Rivières pourpres (2 épisodes) : gardien du cimetière
- 2020 : L'Agent immobilier (mini-série) d'Etgar Keret et Shira Geffen – l'homme au couteau dans l'épaule
- 2020 : No Man's Land (mini-série) d'Oded Ruskin – le professeur d'archéologie
- 2021 : Cheyenne et Lola

## Théâtre
- 2014 : 14 juillet (one-man-show)